# Stazione di Livorno Centrale
La stazione di Livorno Centrale è il principale scalo ferroviario della città, realizzato in sostituzione della più antica stazione di Livorno San Marco.

## Storia

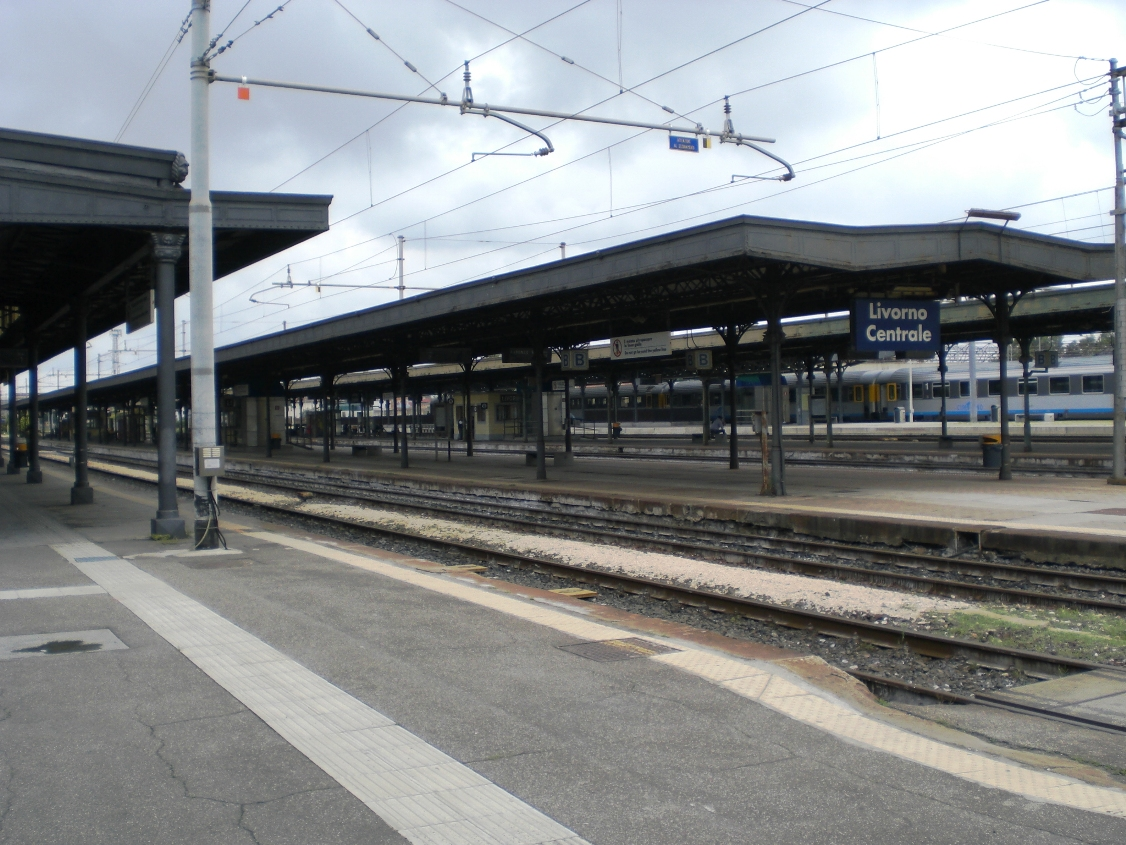
Pensiline

La linea ferroviaria tra Livorno San Marco e la Stazione Leopolda di Pisa era attiva sin dalla prima metà dell'Ottocento. Nel 1867 Roma veniva unita a Livorno, con un tracciato che serviva Collesalvetti; pochi anni dopo, quando Collesalvetti fu unita direttamente a Pisa, la città labronica si trovò di fatto esclusa dalla linea principale, fino a quando, nel 1910, non fu completato il collegamento diretto costiero tra Cecina e Livorno.
L'inaugurazione della stazione di Livorno Centrale avvenne quindi il 3 luglio 1910, pochi giorni dopo l'ultimazione dei lavori della suddetta tratta ferroviaria. Alla cerimonia partecipò re Vittorio Emanuele, ma la stampa del tempo evidenziò l'assenza dei rappresentanti di Pisa, i quali erano contrari all'inserimento di Livorno lungo la direttrice nazionale.

## Strutture e impianti

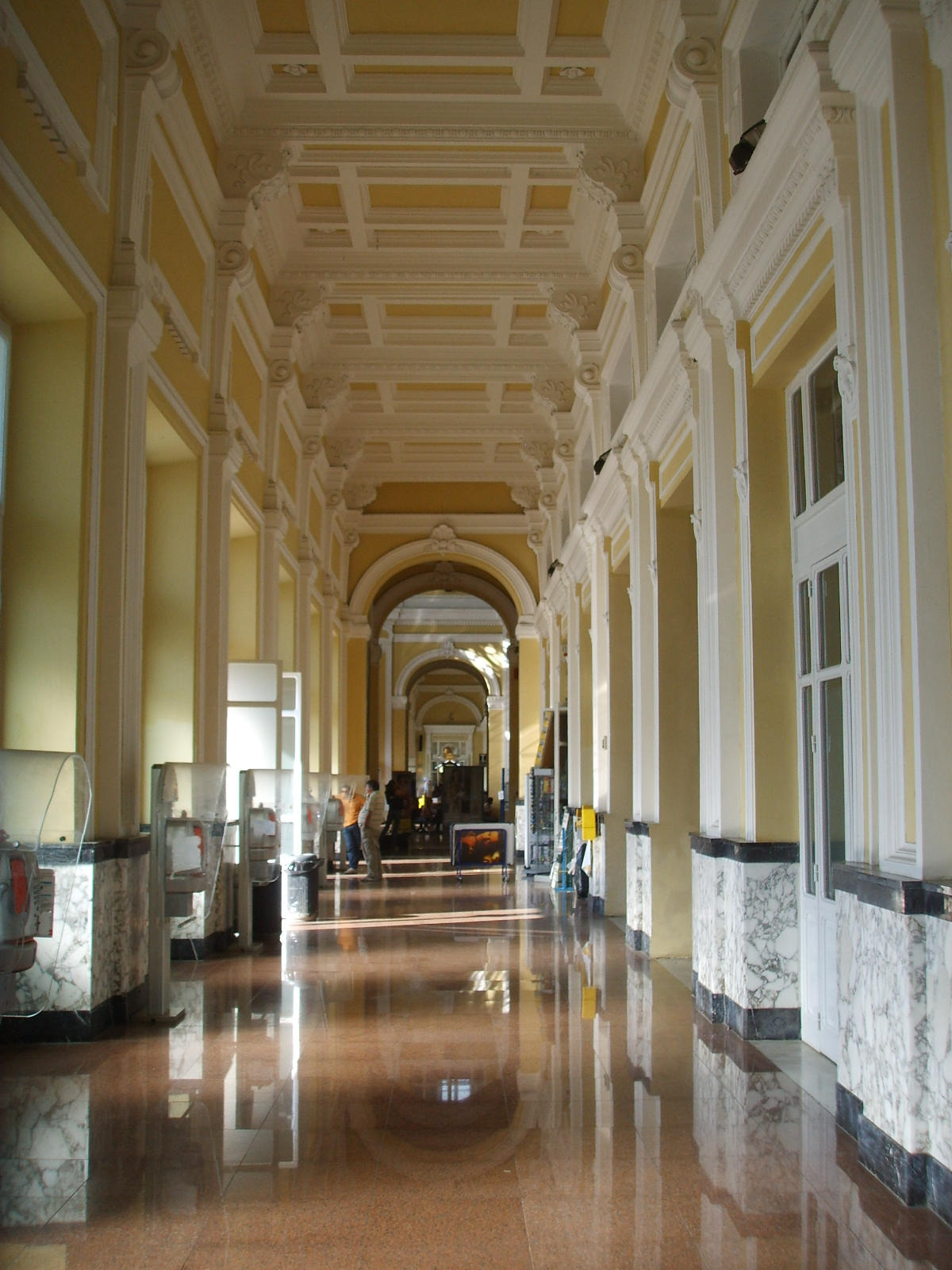
Corridoio trasversale

Per l'ubicazione del nuovo scalo prevalse l'ipotesi di Angiolo Badaloni, che ne indicava la costruzione in un'area relativamente lontana dal centro cittadino, presso le Acque della Salute, al fine di non ostacolare lo sviluppo urbanistico della città e di favorire, al contempo, l'afflusso a detto stabilimento termale, alla cui progettazione aveva preso parte solo pochi anni prima. Altre ipotesi, tutte regolarmente decadute a causa delle difficoltà realizzative che avrebbero comportato o per la presenza di centri abitati preesistenti, erano state individuate nelle zone poste sul prolungamento della via Ricasoli, nell'area della Barriera Garibaldi e presso la Barriera Vittorio Emanuele II (si veda la voce Mura Leopoldine).

### Fabbricato viaggiatori
Il fabbricato viaggiatori, ubicato al termine di un grande viale alberato (viale Carducci), fu progettato dall'ingegner Lorenzo Mongini, anche se l'impostazione monumentale della parte mediana della facciata si deve all'ingegner Frullani, che vi inserì una grande vetrata semicircolare.
Pregevole edificio in cui confluiscono reminiscenze Liberty, si trova nella vasta piazza Dante (circa 59.000 m² di superficie), al termine di quello che un tempo era il rettilineo del viale degli Acquedotti.
Il suddetto edificio è costituito da tre grandi corpi di fabbrica, uniti tra loro per mezzo di due ali laterali più basse.
Il corpo principale, dove ha sede la biglietteria, è caratterizzato da alti portoni sormontati da un arco vetrato e da ampie finestre verticali, mentre i volumi laterali presentano un susseguirsi di grandi aperture che alleggeriscono la cortina muraria; le ali di collegamento invece sono assai semplici, precedute solo una tettoia metallica che protegge i numerosi portoni d'accesso ai corridoi.
All'interno domina per imponenza il volume della biglietteria, ornato di marmi e stucchi e dove dipartono i corridoi laterali e gli accessi ai binari; due sottopassaggi permettono di raggiungere i sette binari di transito per il movimento passeggeri, affiancati da raffinate pensiline sorrette da esili colonne. Il sottopassaggio a sud consente inoltre di accedere al parcheggio scambiatore posto alle spalle della stazione, non lontano dal Modigliani Forum, nella zona commerciale di Porta a Terra.
Nel corridoio del fabbricato, a cui si accede dall'ingresso principale, sono conservati due grandi quadri opera di Alessandro Bulgini: uno di essi raffigura il pittore livornese Amedeo Modigliani, l'altro una scena della Cavalleria Rusticana di Pietro Mascagni.
Più a sud si trova la grande struttura del magazzino merci, caratterizzato da ampie falde aggettanti; un tempo l'edificio era servito da un apposito fascio di binari, in seguito eliminato per la realizzazione di un parcheggio pubblico a pagamento, di proprietà RFI.

### Deposito locomotive
Una rimessa locomotori in origine si trovava a sud della stazione ed era dotata di una piattaforma girevole di 21 metri di diametro; da tempo scomparsa, la rimessa aveva una forma rettangolare ed era attraversata in senso longitudinale da due coppie di binari.
Un nuovo e più grande deposito venne costruito dal 1925 a nord della stazione, con accesso da via Provinciale Pisana. L'impianto fu dotato di una palazzina per uffici, della fucina e di una rimessa locomotori dotata di piano trasbordatore. Il nuovo impianto si rivelò una struttura particolarmente all'avanguardia, tanto che servì da modello per altri depositi successivamente realizzati nel resto della Penisola.
Successivamente, intorno alla metà degli anni trenta, non distante dal deposito fu realizzata una sottostazione elettrica.

## Movimento
La stazione movimenta circa 5.300.000 passeggeri annui ed è servita dalle relazioni regionali svolte da Trenitalia nell'ambito del contratto di servizio stipulato con la Regione Toscana e da relazioni a lunga percorrenza svolte anch'esse da Trenitalia, nonché una relazione periodica stagionale di treni con auto al seguito proveniente dall'Olanda e una dall'Austria che tuttavia nella primavera 2023 non è stata confermata a causa dei lavori di adeguamento sagoma gallerie tra San Benedetto e Pianoro che ne impediscono la circolazione in metà delle giornate di normale effettuazione.

## Servizi
La stazione, cui RFI assegna la categoria "Gold", è accessibile ai portatori di disabilità e dispone di:
- Bar
- Biglietteria a sportello
- Biglietteria automatica
- Negozi
- Posto di Polizia ferroviaria
- Servizi igienici

## Interscambi
Il piazzale antistante la stazione e il retrostante parcheggio scambiatore sono serviti dalle autolinee urbane e interurbane operate da Autolinee Toscane.
- Fermata autobus
- Stazione taxi

Fra il 1910 e l'inizio degli anni trenta, sulla medesima area era presente un capolinea della rete tranviaria di Livorno, in seguito sostituita dalla filovia, a sua volta soppressa nel 1973.